# 2016 en Norvège
Chronologie de la Norvège
- 2012
- 2013
- 2014
- 2015
- 2016
- 2017
- 2018
- 2019
- 2020

Cet article présente les faits marquants de l'année 2016 en Norvège ou relatifs à la Norvège.

## Gouvernance
- Harald V est roi de Norvège.
- Erna Solberg est la cheffe du gouvernement.

## Événements
- Le Prix Nobel de la paix est décerné à Juan Manuel Santos.
- Le vol West Air Sweden 294 était un vol cargo régulier, assuré par un Bombardier CRJ200 de la compagnie suédoise West Air Sweden, reliant Oslo à Tromsø, en Norvège, qui s'est écrasé le 8 janvier 2016. Un dysfonctionnement au niveau d'une des unités de référence à inertie (en) a produit des indications d'attitude erronées sur l'un des horizons artificiels de l'avion. L'équipage a ensuite subi une désorientation spatiale, laissant la situation leur échapper et amenant à la perte de contrôle de l'avion. Les deux pilotes, les seules personnes présentes à bord, ont été tués sur le coup lors du crash.
- 29 août : plus de 300 rennes sont tués simultanément par la foudre sur le plateau de Hardanger, dans le sud du pays[1].
- La croissance de l'économie norvégienne est faible cette année 2016 : 0.8%[2].

## Sport
- La Norvège participe aux Jeux olympiques d'été de 2016 à Rio de Janeiro au Brésil du 5 août au 21 août. Il s'agit de sa 25e participation à des Jeux d'été.
- La Norvège participe aux Jeux paralympiques d'été de 2016 à Rio de Janeiro. Il s'agit de la quatorzième participation de ce pays aux Jeux paralympiques d'été.

### Altérophilie
- Les Championnats d'Europe d'haltérophilie 2016 ont lieu en Norvège, à Førde du 8 avril 2016 au 16 avril 2016.

### Athlétisme
- Le  meeting des Bislett Games 2016 se déroule le 9 juin 2016 au Bislett stadion d'Oslo, en Norvège. Il constitue la septième étape de la Ligue de diamant 2016.

### Cyclisme
- Le Tour des Fjords 2016 est la neuvième édition du Tour des Fjords, une compétition cycliste sur route.
- La 4e édition de la course cycliste Arctic Race of Norway a lieu du 11 au 14 août 2016. La course fait partie du calendrier UCI Europe Tour 2016 en catégorie 2.HC.
- La 6e édition du Tour de Norvège a eu lieu du 18 au 22 mai 2016. La course fait partie du calendrier UCI Europe Tour 2016 en catégorie 2.HC.
- La 3e édition du Tour de Norvège féminin a lieu du 12 août au 14 août 2016. La course fait partie du calendrier UCI féminin en catégorie 2.1.

### Football
- La Supercoupe de l'UEFA 2016 est la 41e édition de la Supercoupe de l'UEFA. Le match oppose le Real Madrid, vainqueur de la Ligue des champions 2015-2016 au Séville FC, vainqueur de la Ligue Europa 2015-2016. La rencontre se déroule le 9 août 2016 au Lerkendal Stadion, situé à Trondheim en Norvège[3].
- La saison 2016 de Tippeligaen est la soixante-douzième édition du championnat de Norvège de football de première division. Les seize clubs de l'élite s'affrontent à deux reprises, une fois à domicile et une fois à l'extérieur. À l'issue de la compétition, les deux derniers du classement sont relégués en 1. divisjon, tandis que le club classé 14e doit disputer un barrage de promotion-relégation face au 3e de deuxième division.

### Handball
- L'Équipe de Norvège masculine de handball participe au Championnat d'Europe 2016 organisé en Pologne du 15 janvier au 31 janvier 2016. Il s'agit de la 7e participation de la Norvège aux Championnats d'Europe.
- L'Équipe de Norvège féminine de handball participe aux Jeux olympiques d'été de 2016, organisés au Brésil. Il s'agit de la 7e participation de la Norvège aux Jeux olympiques.

### Sports d'hiver
- Les Jeux olympiques de la jeunesse d'hiver 2016, officiellement connus comme les IIes Jeux olympiques de la jeunesse d'hiver, ont lieu à Lillehammer en Norvège du 12 au 21 février 2016. Unique candidate, Lillehammer est désignée officiellement comme ville organisatrice des Jeux le 7 décembre 2011[4].
- La 53e édition des Championnats du monde de biathlon, organisée par l'Union Internationale de Biathlon, se déroule du 3 mars 2016 au 13 mars 2016 à Oslo en Norvège, dans le stade d'Holmenkollen rempli jour après jour par plusieurs dizaines de milliers de supporters enthousiastes. Arrivé à Oslo en leader de la plupart des classements de la Coupe du monde, Martin Fourcade assoit sa suprématie en remportant cinq médailles dont quatre titres gagnés dans le stade d'Holmenkollen, ce qui lui permet de consolider sa position[5] et de finalement réaliser un grand chelem sur la Coupe du monde 2015-2016[6].

## Culture
- La Norvège a confirmé sa participation au Concours Eurovision de la chanson 2016 à Stockholm en Suède le 27 mai 2015[7]. La chanson qui représente la Norvège est sélectionnée via le Melodi Grand Prix.

### Cinéma
- Les Enquêtes du département V : Délivrance (Flaskepost fra P, littéralement « Bouteille de P ») est un thriller danois réalisé par Hans Petter Moland, sorti en 2016. Il fait suite à Les Enquêtes du département V : Miséricorde (2013) et Les Enquêtes du département V : Profanation (2014), tous adaptés de la série littéraire de Jussi Adler-Olsen.
- The Last King (titre original : Birkebeinerne) est un drame historique norvégien réalisé par Nils Gaup, sorti en 2016.
- Pyromaniac (Pyromanen) est un film norvégien réalisé par Erik Skjoldbjærg, sorti en 2016. Le film, adapté d'une nouvelle de Gaute Heivoll, est inspiré de faits réels qui se sont déroulés en Norvège en 1978[8].
- Tunnelen (également sorti sous le titre anglais The Tunnel) est un court métrage norvégien de science-fiction écrit et réalisé par André Øvredal, basé sur un conte d'Alice Glaser.
- Ultimatum (Kongens nei) est un film de guerre norvégo-irlandais biographique réalisé par Erik Poppe en 2016. C'est une co-production entre la Norvège et l'Irlande[9], qui fut sélectionnée comme candidat de la Norvège pour le meilleur film en langue étrangère lors de la 89e session de la cérémonie des Oscars[10],[11].

## Naissances
- Naissance en Norvège en 2016

## Décès
- Décès en Norvège en 2016